# Коппертон (Юта)
Коппертон (англ. Copperton) — переписна місцевість (CDP) в США, в окрузі Солт-Лейк штату Юта. Населення — 829 осіб (2020).

## Географія
Коппертон розташований за координатами 40°33′22″ пн. ш. 112°6′57″ зх. д. / 40.55611° пн. ш. 112.11583° зх. д. (40.556034, -112.115943).  За даними Бюро перепису населення США в 2010 році переписна місцевість мала площу 16,72 км², з яких 16,59 км² — суходіл та 0,13 км² — водойми.

## Демографія
Згідно з переписом 2010 року, у переписній місцевості мешкало 826 осіб у 284 домогосподарствах у складі 222 родин. Густота населення становила 49 осіб/км².  Було 308 помешкань (18/км²).
Расовий склад населення:
| - 91,0 % — білих - 1,5 % — вихідців з тихоокеанських островів - 0,6 % — корінних американців - 0,4 % — азіатів - 0,2 % — чорних або афроамериканців - 2,8 % — осіб інших рас |

До двох чи більше рас належало 3,5 %. Частка іспаномовних становила 11,5 % від усіх жителів.
За віковим діапазоном населення розподілялося таким чином: 29,7 % — особи молодші 18 років, 62,3 % — особи у віці 18—64 років, 8,0 % — особи у віці 65 років та старші. Медіана віку мешканця становила 32,5 року. На 100 осіб жіночої статі у переписній місцевості припадало 100,0 чоловіків;  на 100 жінок у віці від 18 років та старших — 99,7 чоловіків також старших 18 років.
Середній дохід на одне домашнє господарство  становив 57 318 доларів США (медіана — 60 379), а середній дохід на одну сім'ю — 62 215 доларів (медіана — 60 804). 
Цивільне працевлаштоване населення становило 356 осіб. Основні галузі зайнятості: транспорт — 26,7 %, науковці, спеціалісти, менеджери — 21,1 %, виробництво — 11,5 %, освіта, охорона здоров'я та соціальна допомога — 10,7 %.